# قانون الوقاية من الأمراض المنقولة وراثيا
قانون الوقاية من الذرية المورثة (Ger. Gesetz zur Verhütung erbkranken Nachwuchses) أو «قانون التعقيم» كان قانونًا في ألمانيا النازية تم سنه في 14 يوليو 1933 (وتم تفعيله في يناير 1934)  والذي سمح بالتعقيم الإجباري لأي مواطن يرى «عانت محكمة الصحة الوراثية»(Gr. Erbgesundheitsgericht) من قائمة الاضطرابات الجينية- وكثير منها لم يكن في الواقع وراثيًا. كتب التعليق التفسيري المتقن للقانون ثلاثة شخصيات مهيمنة في حركة النظافة العرقية: إرنست رودين، آرثر غوت والمحامي فالك روتكي. استند القانون نفسه إلى قانون التعقيم النسيجي النموذجي الأمريكي الذي طوره هاري لافلين.

## سريان القانون

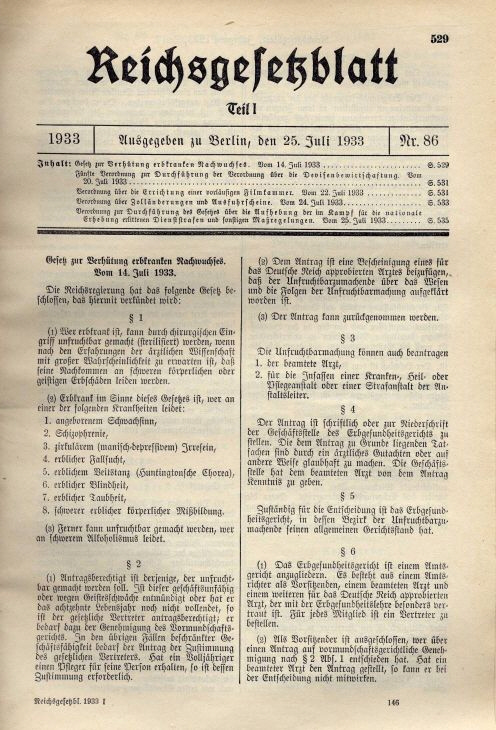
جريدة الرايخ لو جريدة في 25 يوليو 1933: قانون للوقاية من الذرية المولودة.

نصت الأحكام الأساسية لقانون 1933 على ما يلي:
(2) For the purposes of this law, any person will be considered as hereditarily diseased who is suffering from any one of the following diseases: – 
(1) تخلف عقلي,
(2) فصام,
(3) اضطراب ثنائي القطب,
(4) صرع,
(5) داء هنتنغتون (Huntington’s),
(6) ضعف البصر,
(7) صمم,
(8) Any severe hereditary deformity.
ينطبق القانون على أي شخص في عموم السكان، مما يجعل نطاقه أكبر بكثير من قوانين التعقيم الإلزامي في الولايات المتحدة، والتي كانت تنطبق بشكل عام فقط على الأشخاص في مستشفيات الأمراض النفسية أو السجون.
أنشأ قانون عام 1933 عددًا كبيرًا من «محاكم الصحة الوراثية»، والتي تتكون من قاضي، وموظف طبي، وممارس طبي، «التي ستقرر وفقًا لتقديرها الخاص بعد النظر في نتائج الإجراءات بأكملها والأدلة المقدمة». إذا قررت المحكمة أنه سيتم تعقيم الشخص المعني، فيمكن استئناف القرار أمام «محكمة الصحة الوراثية العليا». إذا فشل الاستئناف، كان يجب إجراء التعقيم، مع تحديد القانون أن «استخدام القوة مسموح به». يشترط القانون أيضا أن يذهب الأشخاص الذين يسعون إلى التعقيم الطوعي من خلال المحاكم.
في السنة الأولى من عمل القانون، 1934، تم تقديم 84,600 حالة إلى محاكم الصحة الجينية، مع 62,400 عملية تعقيم قسرية. واستأنف ما يقرب من 4000 شخص قرارات سلطات التعقيم. فشل 3,559 من الطعون. في عام 1935، تم إجراء 88,100 تجربة و 71,700 عملية تعقيم. بحلول نهاية النظام النازي، تم إنشاء أكثر من 200 «محكمة صحة وراثية»، وتحت أحكامهم تم تعقيم أكثر من 400000 شخص ضد إرادتهم.
إلى جانب القانون، قام أدولف هتلر شخصياً بتجريم الإجهاض في حالة الأجنة التي لديها عيوب عرقية أو وراثية للأطباء، في حين ظل الإجهاض الصحي الألماني «النقي»، «آريان» الذي لم يولد بعد ممنوعًا تمامًا.